# Hofanlage Möhlenhalenbeck 10

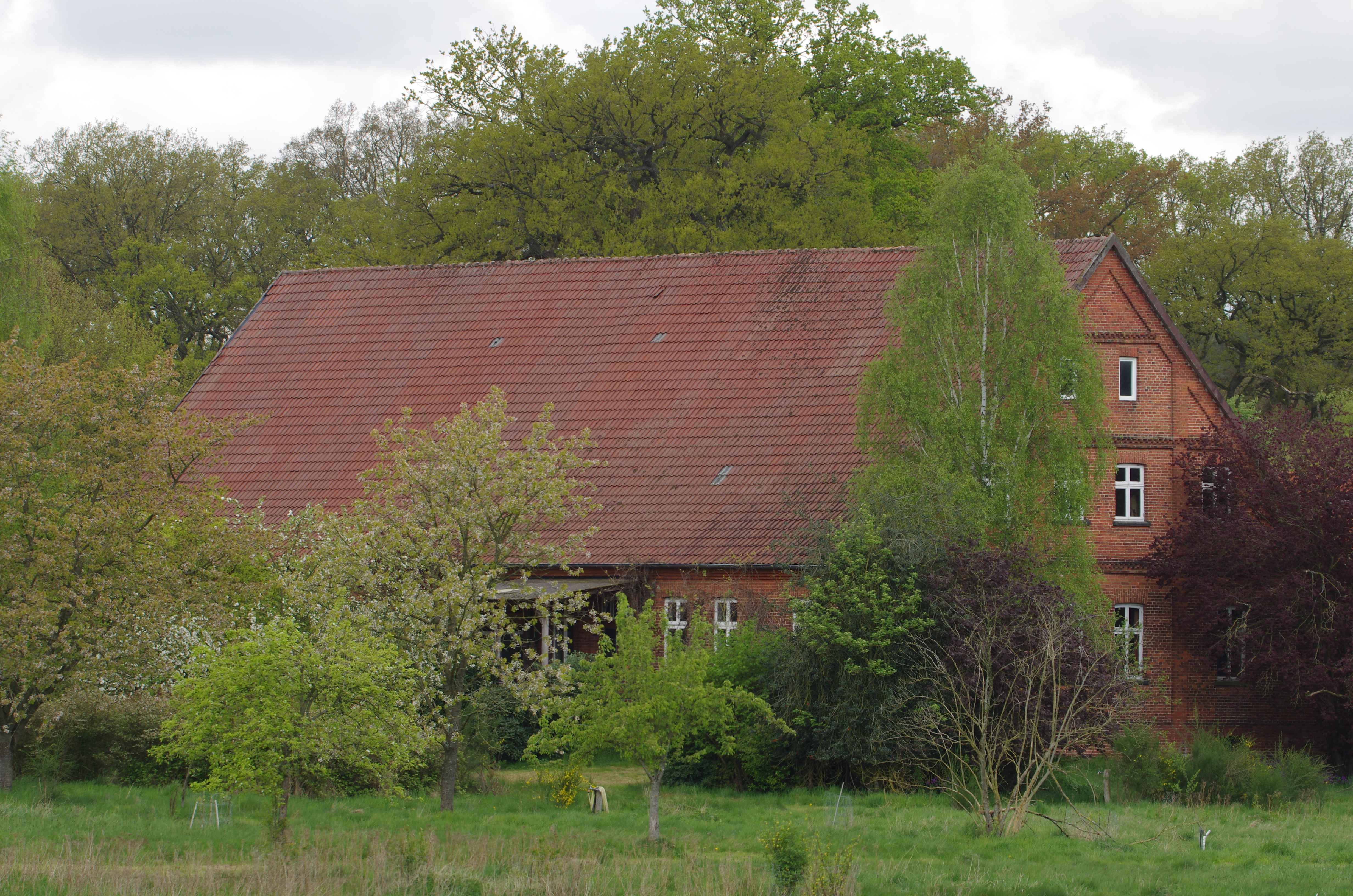
Wohn-/Wirtschaftsgebäude

Die Hofanlage Möhlenhalenbeck 10 in Balge-Möhlenhalenbeck in der niedersächsischen Samtgemeinde Weser-Aue stammt aus dem 18. bis 19. Jahrhundert. Aktuell (2023) wird sie landwirtschaftlich genutzt.
Die Gebäude stehen unter Denkmalschutz (siehe auch Liste der Baudenkmale in Balge).

## Beschreibung
Die große Hofanlage besteht aus:
- dem eingeschossigen massiven Wohn- und Wirtschaftsgebäude von 1868 (Inschrift) als Vierständer-Hallenhaus mit schlichter,  qualitätvoller Ziegelarchitektur und hohem Satteldach; im Kern ein älteres Gerüst aus dem 18. Jahrhundert,
- dem zweigeschossigen Speicher aus dem 18. Jahrhundert in Fachwerk mit Ziegelausfachungen und einem Satteldach,
- dem eingeschossigen massiven Stall vom Ende des 19. Jahrhunderts mit Satteldach, als Anbau mit dem Haupthaus verbunden,
- der eingeschossigen Scheune/Stall aus der ersten Hälfte des 19. Jahrhunderts in Ziegelfachwerk und mit Krüppelwalmdach
- der erhaltenen Kopfsteinpflasterung,
- und einem weiteren nicht denkmalgeschützten Nebengebäude.

Das Landesdenkmalamt befand: „ … geschichtliche Bedeutung … durch beispielhafte Ausprägung einer gewachsenen Hofanlage mit Ziegelfachwerkbauten … durch beispielhafte Ausprägung als frühes Beispiel dieser Bauweise in weitgehend originalem Zustand … .“